# Sly (film)
A Sly 2023-ban bemutatott amerikai dokumentumfilm, amelyet Thom Zimny rendezett Sylvester Stallone életéről és hagyatékáról. A film világpremierje a 2023-as Torontói Nemzetközi Filmfesztiválon volt, és 2023. november 3-án jelent meg a Netflixen.

## Cselekmény
A film Sylvester Stallone életét és közel 50 éves karrierjét mutatja be, a kemény manhattani gyermekkortól a küzdő színészen át az akciófilmesig, aki olyan hollywoodi franchise-ok sztárja lett, mint a Rocky és a Rambo. A filmben láthatók felvételek Stallone filmezéssel kapcsolatos törekvéseiről, jelenetek a filmjeiből, fotók a gyermekkorából és interjúk az ismerőseitől.

## Szereplők
| Szerep                               | Színész                              | Magyar hang            |
| ------------------------------------ | ------------------------------------ | ---------------------- |
| Sylvester Stallone                   | Sylvester Stallone                   | Benkő Péter            |
| Sylvester Stallone                   | Sylvester Stallone                   | Kálid Artúr (fiatalon) |
| Arnold Schwarzenegger                | Arnold Schwarzenegger                | Schneider Zoltán       |
| Quentin Tarantino                    | Quentin Tarantino                    | Vida Péter             |
| Frank Stallone                       | Frank Stallone                       | Forgács Péter          |
| Talia Shire                          | Talia Shire                          | Kocsis Judit           |
| Henry Winkler                        | Henry Winkler                        | Dézsy Szabó Gábor      |
| John Herzfeld                        | John Herzfeld                        | Varga T. József        |
| Wesley Morris                        | Wesley Morris                        | Láng Balázs            |
| Jennifer Flavin                      | Jennifer Flavin                      | Hábermann Lívia        |
| Frank Stallone Sr. (archív felvétel) | Frank Stallone Sr. (archív felvétel) | Csuha Lajos            |
| Norman Jewison (archív felvétel)     |                                      | Csuha Lajos            |
| Joe Eszterhas                        | Joe Eszterhas                        | Papucsek Vilmos        |
| Johnny Carson (archív felvétel)      | Johnny Carson (archív felvétel)      | Orbán Gábor            |

### Magyar változat
- Magyar szöveg: Selmeczi Gergely
- Hangmérnök és vágó: Bartkó Botond
- Gyártásvezető: Hódos Edina
- Szinkronrendező: Mafilm Audio Kft.

A szinkront a Mafilm Audio Kft. készítette el.

## A film készítése
A filmet 2023. június 30-án jelentették be. A film producere Sean Stuart, míg a vezető producerek Stallone, Braden Aftergood, Bill Zanker, Sam Delcanto, Jon Beyer, Tom Forman és Jenny Daly voltak.

## Bemutató
A filmet a 2023-as Torontói Nemzetközi Filmfesztivál zárófilmjeként mutatták be 2023. szeptember 16-án, és 2023. november 3-án jelent meg a Netflixen.

## Fogadtatás
A Rotten Tomatoes weboldalon 54 kritika 81%-a pozitív, átlagosan 6,4/10-es értékelést kapott. A weboldalon a konszenzus a következőképpen hangzik: „Sylvester Stallone hosszú élettartamának alaposan nézhető bizonyítéka, a Sly talán húzza az igyekezetét, de ettől függetlenül következetesen magával ragadó.” A Metacritic oldalán 17 kritikus a 100-ból 62 pontot adott a filmre, ami általánosságban "kedvező" értékelést eredményezett.